# Przestępcza opowieść
Przestępcza opowieść (oryg. tytuł Zhong an zu) – hongkoński dramat kryminalny z 1993 roku w reżyserii Kirka Wonga i Jackiego Chana.

## Fabuła
Agent (Jackie Chan) otrzymuje zadanie, którym jest ochrona bogatego biznesmena. Gdy biznesmen zostaje porwany agent rozpoczyna współpracę z doświadczonym detektywem. Agent podejrzewa, że biznesmen może być szefem nielegalnej organizacji.

## Obsada
Źródło: Filmweb

- Jackie Chan – inspektor Eddie Chan
- Kent Cheng – detektyw Hung
- Fat Chung – Ng Kwok Wats
- Law Hang Kang – Wong
- Blackie Ko – kapitan Ko
- Christine Ng – Lara
- Pan Lingling
- Leng-Leng Phua – psycholog
- Fat Wan – Simon Ting
- Ken Lo – Ng Kwok Yan
- William Tuen – nadinspektor
- Chu Pak Wo
- Seung Lam Wan
- Lam Tak Shing
- Rocky Lai
- Lee Chun Chi
- James Ha
- Gwok-Lok Yu
- Chan Tak Kong
- Kai Man Tin
- Chan Sai Teng
- Yui-Wah Cheung
- Mars – złodziej

## Nagrody i nominacje
W 1993 roku Jackie Chan zdobył nagrodę podczas Golden Horse Film Festival w kategorii Best Actor. W 1994 roku Peter Cheung zdobył nagrodę podczas trzynastej edycji Hong Kong Film Award w kategorii Best Film Editing a Jackie Chan został nominowany w kategorii Best Action Choreography i Best Actor, Kent Cheng był nominowany w kategorii Best Supporting Actor a film został nominowany w kategorii Best Picture.